# Jozef Müller
Jozef Müller (* 7. März 1976) ist ein slowakischer Philosoph und Philosophiehistoriker.

## Leben
Jozef Müller studierte Philosophie und Ästhetik an der Comenius-Universität in Bratislava. 2008 erwarb er an der Princeton University den Ph.D. in Philosophie bei John M. Cooper und Hendrik Lorenz. Von 2006 bis 2011 war er Assistant Professor für Philosophie an der University of Florida, Gainesville. Seit 2011 ist er Associate Professor an der University of California, Riverside. Seit 2023 ist er auch Professor für Philosophie, insbesondere antike Philosophie an der Universität Hamburg.
Sein Forschungsgebiet ist die antike griechische Philosophie, insbesondere Aristoteles.

## Schriften (Auswahl)
- Aristotle on decision and uncontrolled action. PhD Dissertation, Princeton University 2008.